# Кайминасы
Кайминасы — класс несвободных крестьян в Литве до перехода до крепостного права. Кайминасом становился бывший военнопленный, который арендовал землю у представителя благородного сословия. Также кайминасом мог стать крестьянин, потерявший землю из-за долгов или по какой-либо другой причине.
Кайминасы могли вести своё хозяйство и зарабатывать на жизнь сами себе, однако у них не было личных свобод и они были зависимы от дворянства. Кайминасы не рассматривались индивидуально, а только семьями, поэтому продавать и покупать их можно было только семьёй.
Термин происходит от определения лица, принадлежащего к деревне (kaimas).